# 卡索尔拉
卡索尔拉，是西班牙安达卢西亚自治区哈恩省的一个市镇。总面积305平方公里，总人口8114人（2001年），人口密度27人/平方公里。